# Okręg wyborczy nr 99 do Sejmu Polskiej Rzeczypospolitej Ludowej (1989–1991)
Okręg wyborczy nr 99 do Sejmu Polskiej Rzeczypospolitej Ludowej (1989–1991) obejmował Grudziądz oraz gminy Biskupiec, Bobrowo, Brodnica, Brodnica (gmina wiejska), Brzozie, Dębowa Łąka, Golub-Dobrzyń, Górzno, Grążawy, Grodziczno, Grudziądz (gmina wiejska), Gruta, Jabłonowo Pomorskie, Kurzętnik, Łasin, Nowe Miasto Lubawskie, Osiek, Radomin, Rogóźno, Świecie nad Osą, Świedziebnia, Wąpielsk i Zbiczno (województwo toruńskie). W ówczesnym kształcie został utworzony w 1989. Wybieranych było w nim 3 posłów w systemie większościowym.
Siedzibą okręgowej komisji wyborczej był Grudziądz.

## Wybory parlamentarne 1989

### Mandat nr 385 –Polska Zjednoczona Partia Robotnicza
| Kandydat | I tura | I tura | II tura | II tura |
| Kandydat | Głosów | %      | Głosów  | %       |
| --- | ------ | ------ | ------- | ------- |
| Bogdan Derwich                                                                                                 | 30 763 | 28,87  | 22 005  | 43,87   |
| Edward Grzymowicz                                                                                              | 25 786 | 24,20  | 20 016  | 39,91   |
| Tadeusz Stempski                                                                                               | 12 471 | 11,70  | —       | —       |
| Liczba głosów ważnych: 106 553 (I tura) • 50 155 (II tura) Źródło: Państwowa Komisja Wyborcza I tura i II tura |        |        |         |         |

### Mandat nr 386 –Zjednoczone Stronnictwo Ludowe
| Kandydat | I tura | I tura | II tura | II tura |
| Kandydat | Głosów | %      | Głosów  | %       |
| --- | ------ | ------ | ------- | ------- |
| Jan Choszczewski                                                                                               | 26 122 | 25,61  | 28 211  | 56,14   |
| Bogusław Fiałkowski                                                                                            | 16 200 | 15,88  | —       | —       |
| Hubert Pietryka                                                                                                | 13 335 | 13,08  | 13 851  | 27,56   |
| Tadeusz Hetman                                                                                                 | 9133   | 8,95   | —       | —       |
| Liczba głosów ważnych: 101 988 (I tura) • 50 255 (II tura) Źródło: Państwowa Komisja Wyborcza I tura i II tura |        |        |         |         |

### Mandat nr 387 – bezpartyjny
| Kandydat                                                         | Głosów | %     |
| ---------------------------------------------------------------- | ------ | ----- |
| Witysław Dys-Kulerski                                            | 60 089 | 61,66 |
| Ryszard Szczepański                                              | 16 245 | 16,67 |
| Zdzisław Kujawa                                                  | 5965   | 6,12  |
| Kazimierz Janicki                                                | 4655   | 4,78  |
| Marian Oczkowski                                                 | 4297   | 4,41  |
| Krzysztof Król                                                   | 3607   | 3,70  |
| Liczba głosów ważnych: 97 450 Źródło: Państwowa Komisja Wyborcza |        |       |